# Paktoxotus
Paktoxotus is een kevergeslacht uit de familie van de boktorren (Cerambycidae). De wetenschappelijke naam van het geslacht werd voor het eerst geldig gepubliceerd in 1974 door Holzschuh.

## Soorten
Paktoxotus is monotypisch en omvat slechts de volgende soort:
- Paktoxotus pallidus Holzschuh, 1974